# 120308 Deebradel
120308 Deebradel este o planetă minoră (asteroid), cu un diametru de 4,228 km, din centura de asteroizi. A fost descoperită pe 22 mai 2004 la Catalina Station⁠(d) de Catalina Sky Survey. 
Obiectul prezintă o orbită caracterizată de o semiaxă mare de 2,8397615915844 UAi, o excentricitate de 0,07, o înclinație de 11,9 ° în raport cu ecliptica.